# MBC 주말 특별 기획 드라마
MBC 주말 특별 기획 드라마는 MBC TV에서 1991년 1월 6일부터 2020년 3월 7일까지 방송했던 드라마 프로그램이었다.

## 개요
대하 드라마 《땅》이라는 프로그램으로 신설됐지만 계속 이어지지는 않았다.
광복 50주년 특별 기획 드라마 《전쟁과 사랑》으로 잠시 재개됐지만 계속 이어지지는 않았다.
《제5공화국》이라는 프로그램으로 첫 방송됐다가 《내생애 마지막 스캔들》까지는 오후 9시 40분에 방송·편성됐으나 《시사매거진 2580》,《뉴스 후》 방송 시간 교체로 《달콤한 인생》부터는 오후 10시 35분에 방송·편성됐다.
《내 여자》를 마지막으로 MBC 주말 특별 기획 드라마는 재정상의 이유를 들어 13년 만에 폐지됐다가 《2009 외인구단》부터 MBC 주말 특별 기획 드라마가 다시 재개됐다.
《보석비빔밥》부터 다시 오후 9시 45분으로 편성 변경됐다.
《돈꽃》부터 토요일 오후 8시 45분으로 편성 변경됐다.
《두 번은 없다》를 마지막으로 MBC 주말 특별 기획 드라마는 2020년 3월 7일 종영 이후 29년 만에 폐지됐다.

## 방송 시간
| 방송 채널 | 방송 기간                           | 방송 시간                                            | 방송 분량                             |
| --------- | ----------------------------------- | ---------------------------------------------------- | ------------------------------------- |
| MBC TV    | 1991년 1월 6일 ~ 1991년 4월 28일    | 매주 일요일 오후 9시 30분 ~ 오후 10시 40분           | 1시간 10분                            |
| MBC TV    | 1995년 10월 21일 ~ 1996년 1월 14일  | 매주 토요일 ~ 일요일 오후 9시 50분 ~ 오후 10시 50분  | 1시간                                 |
| MBC TV    | 2005년 4월 23일 ~ 2006년 12월 17일  | 매주 토요일 ~ 일요일 오후 9시 40분 ~ 오후 10시 40분  | 1시간                                 |
| MBC TV    | 2007년 1월 6일 ~ 2008년 5월 24일    | 매주 토요일 ~ 일요일 오후 9시 40분 ~ 오후 10시 50분  | 1시간 10분                            |
| MBC TV    | 2008년 5월 31일 ~ 2008년 11월 8일   | 매주 토요일 ~ 일요일 오후 10시 35분 ~ 오후 11시 45분 | 1시간 10분                            |
| MBC TV    | 2009년 5월 2일 ~ 2009년 8월 30일    | 매주 토요일 오후 10시 50분 ~ 오전 12시               | 1시간 10분                            |
| MBC TV    | 2009년 5월 2일 ~ 2009년 8월 30일    | 매주 일요일 오후 10시 40분 ~ 오후 11시 50분          | 1시간 10분                            |
| MBC TV    | 2009년 9월 5일 ~ 2010년 10월 31일   | 매주 토요일 ~ 일요일 오후 9시 45분 ~ 오후 10시 40분  | 55분                                  |
| MBC TV    | 2010년 11월 6일 ~ 2012년 12월 23일  | 매주 토요일 ~ 일요일 오후 9시 50분 ~ 오후 11시 10분  | 1시간 20분                            |
| MBC TV    | 2013년 1월 5일 ~ 2017년 10월 15일   | 매주 토요일 ~ 일요일 오후 9시 55분 ~ 오후 11시 15분  | 1시간 20분                            |
| MBC TV    | 2017년 10월 28일                    | 매주 토요일 오후 8시 45분 ~ 오후 11시 15분           | 2시간 30분 (1회당 75분 2회 연속 방송) |
| MBC TV    | 2017년 11월 5일                     | 매주 일요일 오후 8시 45분 ~ 오후 11시 15분           | 2시간 30분 (1회당 75분 2회 연속 방송) |
| MBC TV    | 2017년 11월 11일 ~ 2017년 12월 23일 | 매주 토요일 오후 8시 45분 ~ 오후 11시 15분           | 2시간 30분 (1회당 75분 2회 연속 방송) |
| MBC TV    | 2018년 3월 3일 ~ 2018년 3월 10일    | 매주 토요일 오후 8시 45분 ~ 오후 11시 15분           | 2시간 30분 (1회당 75분 2회 연속 방송) |
| MBC TV    | 2018년 1월 6일 ~ 2018년 2월 3일     | 매주 토요일 오후 8시 50분 ~ 오후 11시 20분           | 2시간 30분 (1회당 75분 2회 연속 방송) |
| MBC TV    | 2018년 3월 17일 ~ 2018년 5월 19일   | 매주 토요일 오후 8시 45분 ~ 오후 11시 5분            | 2시간 20분 (1회당 70분 2회 연속 방송) |
| MBC TV    | 2018년 5월 26일 ~ 2018년 10월 27일  | 매주 토요일 오후 8시 45분 ~ 오후 11시 5분            | 2시간 20분 (1회당 35분 4회 연속 방송) |
| MBC TV    | 2018년 11월 3일 ~ 2018년 12월 1일   | 매주 토요일 오후 9시 ~ 오후 11시                     | 2시간 (1회당 30분 4회 연속 방송)      |
| MBC TV    | 2018년 12월 8일 ~ 2020년 3월 7일    | 매주 토요일 오후 9시 5분 ~ 오후 11시 5분             | 2시간 (1회당 30분 4회 연속 방송)      |

## 프로그램 리스트
- 아래 드라마 프로그램들은 2003년 이전에 제작·방송했으며 부득이하게 일부 장면에서 흡연 장면·담배 소품이 노출될 수 있으며 시청자 여러분들의 양해를 바랍니다.
- 아래 드라마 프로그램들은 2002년 11월 이후 시청 가능 연령을 표시하는 드라마 프로그램 등급 제도를 의무적으로 시행하여 현재까지 이어지고 있습니다.
- 2017년 3월 1일부터 TV 프로그램 등급 표시 외에 주제, 폭력성, 선정성, 언어, 모방 위험 등 분류 사유 표시를 의무적으로 시행하고 있습니다.

### 1990년대
- 《땅》 : 1991년 1월 6일 ~ 1991년 4월 28일 (대하 드라마로 방송)
- 《전쟁과 사랑》 : 1995년 10월 21일 ~ 1996년 1월 14일 (광복 50주년 기념 특별 기획 드라마로 방송)

### 2000년대
- 《제5공화국》 : 2005년 4월 23일 ~ 2005년 9월 11일
- 《신돈》 : 2005년 9월 24일 ~ 2006년 5월 7일
- 《불꽃놀이》 : 2006년 5월 13일 ~ 2006년 7월 9일
- 《도로시를 찾아라》 : 2006년 7월 15일 ~ 2006년 7월 23일
- 《발칙한 여자들》 : 2006년 7월 29일 ~ 2006년 9월 24일
- 《환상의 커플》 : 2006년 10월 14일 ~ 2006년 12월 3일
- 《기적》 : 2006년 12월 9일 ~ 2006년 12월 17일
- 《하얀 거탑》 : 2007년 1월 6일 ~ 2007년 3월 11일
- 《케 세라 세라》 : 2007년 3월 17일 ~ 2007년 5월 13일
- 《에어시티》 : 2007년 5월 19일 ~ 2007년 7월 8일
- 《9회말 2아웃》 : 2007년 7월 14일 ~ 2007년 9월 9일
- 《겨울새》 : 2007년 9월 15일 ~ 2008년 3월 2일
- 《내생애 마지막 스캔들》 : 2008년 3월 8일 ~ 2008년 4월 27일
- 《달콤한 인생》 : 2008년 5월 3일 ~ 2008년 7월 20일
- 《내 여자》 : 2008년 7월 26일 ~ 2008년 11월 8일
- 《2009 외인구단》 : 2009년 5월 2일 ~ 2009년 6월 21일
- 《친구, 우리들의 전설》 : 2009년 6월 27일 ~ 2009년 8월 30일
- 《보석비빔밥》 : 2009년 9월 5일 ~ 2010년 2월 21일

### 2010년대
- 볼드체는 시청률 30%를 넘긴 드라마를 의미한다.

- 《신이라 불리운 사나이》 : 2010년 3월 6일 ~ 2010년 5월 23일
- 《김수로》 : 2010년 5월 29일 ~ 2010년 9월 18일
- 《욕망의 불꽃》 : 2010년 10월 2일 ~ 2011년 3월 27일
- 《내 마음이 들리니》 : 2011년 4월 2일 ~ 2011년 7월 10일
- 《애정만만세》 : 2011년 7월 16일 ~ 2012년 1월 29일
- 《신들의 만찬》 : 2012년 2월 4일 ~ 2012년 5월 20일
- 《닥터 진》 : 2012년 5월 26일 ~ 2012년 8월 12일
- 《메이퀸》 : 2012년 8월 18일 ~ 2012년 12월 23일
- 《백년의 유산》 : 2013년 1월 5일 ~ 2013년 6월 23일
- 《스캔들: 매우 충격적이고 부도덕한 사건》 : 2013년 6월 29일 ~ 2013년 10월 27일
- 《황금 무지개》 : 2013년 11월 2일 ~ 2014년 3월 30일
- 《호텔킹》 : 2014년 4월 5일 ~ 2014년 7월 27일
- 《마마》 : 2014년 8월 2일 ~ 2014년 10월 19일
- 《전설의 마녀》 : 2014년 10월 25일 ~ 2015년 3월 8일
- 《여왕의 꽃》 : 2015년 3월 14일 ~ 2015년 8월 30일
- 《내 딸, 금사월》 : 2015년 9월 5일 ~ 2016년 2월 28일
- 《결혼계약》 : 2016년 3월 5일 ~ 2016년 4월 24일
- 《옥중화》 : 2016년 4월 30일 ~ 2016년 11월 6일 (창사 55주년 특별 기획 드라마로 방송)
- 《아버님 제가 모실게요》 : 2016년 11월 12일 ~ 2017년 5월 7일
- 《도둑놈, 도둑님》 : 2017년 5월 13일 ~ 2017년 11월 5일
- 《돈꽃》 : 2017년 11월 11일 ~ 2018년 2월 3일
- 《데릴남편 오작두》 : 2018년 3월 3일 ~ 2018년 5월 19일
- 《이별이 떠났다》 : 2018년 5월 26일 ~ 2018년 8월 4일
- 《숨바꼭질》 : 2018년 8월 25일 ~ 2018년 11월 17일
- 《신과의 약속》 : 2018년 11월 24일 ~ 2019년 2월 16일
- 《슬플 때 사랑한다》 : 2019년 2월 23일 ~ 2019년 4월 27일
- 《이몽》 : 2019년 5월 4일 ~ 2019년 7월 13일
- 《황금정원》 : 2019년 7월 20일 ~ 2019년 10월 26일
- 《두 번은 없다》 : 2019년 11월 2일 ~ 2020년 3월 7일 (해당 프로그램을 마지막으로 MBC 주말 특별 기획 드라마 폐지)

## 경쟁 프로그램
- KBS 1TV 주말 특별 기획 드라마
- KBS 2TV 주말 드라마
- MBC 주말 드라마
- SBS 주말 드라마
- SBS 주말 특별 기획 드라마
- JTBC 주말 드라마
- JTBC 주말 특별 기획 드라마